# 4255 Spacewatch
4255 Spacewatch este un asteroid din centura principală, descoperit pe 4 aprilie 1986 de Spacewatch.